# Ван Ройен, Давид
Давид ван Ройен (нидерл. David van Royen; 1727—1799) — нидерландский ботаник.

## Биография
Давид ван Ройен родился 30 декабря 1727 года в Лейдене в семье Давида ван Ройена, брата ботаника Адриана ван Ройена.
В апреле 1754 года, после ухода с должности профессора ботаники дяди Адриана ван Ройена, Давид сменил его в этой должности (официально он был назначен профессором лишь в 1756 году). Также Ройен стал директором Лейденского ботанического сада.
Во время пребывания в Лейдене Карла Линнея Ройен принимал участие в создании описаний некоторых родов растений для 10 издания Systema naturae (1759), 6 издания Genera plantarum (1764) и Mantissa plantarum (1767).
В 1786 году Давид ван Ройен ушёл в отставку, на посту профессора ботаники его сменил Себальд Юстинус Брюгманс.
Давид ван Ройен скончался в Лейдене 19 апреля 1799 года.

## Некоторые научные работы
- Royen, D. (1754). Oratio de hortis publicis. 27 p.